# Следователят и гората (филм)
„Следователят и гората“ е български игрален филм (криминален) от 1975 година, по сценарий и режисура на Рангел Вълчанов. Оператор е Виктор Чичов. Музиката във филма е композирана от Кирил Дончев, звук Иван Венциславов.
Първият български филм със записан синхронен звук.

## Сюжет
Младо момиче е извършило жестоко убийство. Фактите и доказателствата са категорични. Но следователят в продължение на два месеца разпитва Елена – така се казва това крехко момиче, дошло от провинцията да търси лекар, останало без средства и попаднало на изпечен мръсник... Следователят навлиза в нравствено-етичната атмосфера на ситуацията, довела до фаталния край.

## Актьорски състав
- Любомир Бъчваров – следователят майор Николов
- Соня Божкова - Бръзицова – Елена Григорова Христова
- Александър Притуп – Михайлов
- Георги Кишкилов – Следователят Найден Найденов
- Пенка Цицелкова – Студентката-съквартирантка
- Цветана Голанова – С. Н. Попова
- Георги Русев – Стоян
- Димитър Ангелов – Прокопиев
- Димитър Милушев – Бонев
- Емил Джамджиев – Младежът на гарата
- Анета Петровска – дежурната от МВР
- Р. Манчева

## Награди
- НАГРАДАТА ЗА РЕЖИСУРА, (Варна, 1976).
- НАГРАДАТА ЗА РЕЖИСУРА НА СЪЮЗА НА БЪЛГАРСКИТЕ ФИЛМОВИ ДЕЙЦИ, (1975).